# گمینا بابیموست
گمینا بابیموست (به لهستانی:  Gmina Babimost) یک گمینا در لهستان است که در شهرستان ژیلونا گورا واقع شده‌است.
 گمینا بابیموست ۹۲٫۷۵ کیلومتر مربع مساحت و ۶٬۵۰۷ نفر جمعیت دارد.